# 천지명양수륙잡문 목판
천지명양수륙잡문 목판(天地冥陽水陸雜文 木板)은 전라남도 순천시, 송광사에 있는 조선시대의 목판이다. 2016년 9월 1일 대한민국의 보물 제1914호로 지정되었다.

## 개요
송광사에 소장된 ‘『천지명양수록잡문』목판’은 모두 38매가 전하는데 일부 마멸된 글자가 있기는 하나 보존 상태는 양호한 편이다. 조선전기 간행된 『천지명양수륙잡문』은 금속활자본(1464년, 왕실 발원)과 목활자본(1496년, 금강산 표훈사)의 간행 이후 순천 송광사본이 가장 이르다. 이후 강진 무위사본(1571년), 서산 강당사본(1581년) 등이 있으나, 모본이 되는 목판이 남아있는 경우는 순천 송광사본과 서산 강당사본이 유일하다. 목판의 간행기록을 통하여 “嘉靖十年辛卯(1531)五月日全羅道順天土曹溪山松廣寺開刊”과 같이 중종 26년(1531) 5월에 송광사에서 간행되었음을 알 수 있다. 이 목판은 조선시대에 간행된 『천지명양수륙잡문』의 현전 판본 중에서 가장 앞서는 것으로 더욱 완전하게 전하고 있어 자료적 가치가 크다. 따라서 보물로 지정하여 원천자료를 보존할 가치가 있다고 판단된다.

## 같이 보기
- 천지명양수륙잡문

## 참고 자료
- 천지명양수륙잡문 목판 - 국가유산청 국가유산포털